# マリアン・コープ

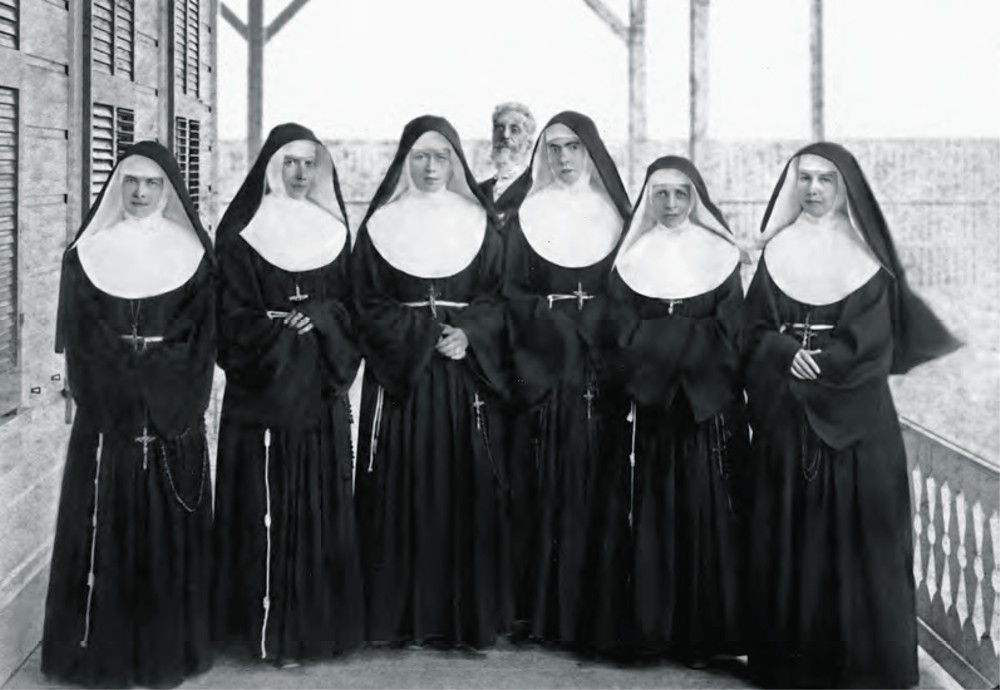
カカアコの病院で働いたフランシスコ会のシスターたち

マリアン・コープ（英語: Marianne Cope、1838年1月23日 - 1918年8月9日）は、ドイツ生まれ、アメリカ育ちのカトリック教会の修道女。ハワイ王国の時代にモロカイ島のハンセン病コロニーで働き、ダミアン神父の偉業を継いで、後に「聖マリアン・コープ」として列聖されている。

## 生いたちと修道女になるまで
マリアンは1838年、現在はドイツのヘッセン州に属する、ヘッセン大公国のヘッペンハイムにマリア・アンナ・バルバラ・コープ（Maria Anna Barbara Koob）として生まれた。翌年両親に従って、アメリカ合衆国ニューヨーク州ユーティカへ移民して、名前を英語風にMarianne Copeとした。家族はそこの聖ジョゼフ教会に所属し、子供たちは教会付属学校で学んだ。マリアンが8年生の時に、父親が不具になり、年長の彼女は学校を辞めて工場で働き家計を支えた。
父親が亡くなった1862年には、子供たちはみな自活できるようになっていたので、マリアンは以前から受けていた召命に従い、隣町シラキュースにあるフランシスコ会修道院に入り、シスター・マリアンと呼ばれるようになった。初めは教師として、次にドイツ語を使う学校の校長として働いた。それから病院で働くようになり、その後シラキュース大学医学部になる病院でも働いた。

## ハワイへの召命
1883年、シスター・マリアンは自分が所属する教会の管理者となっていたが、ハワイ王国のカラカウア王からハンセン病患者を助けて欲しいという要請に接した。この病気は伝染しやすいという理由で、50の教会がすでに要請を断っていた。シスター・マリアンはこの要請に応えて、1883年11月8日のオアフ島へ到着した。長らく外界との連絡がなかったハワイでは、外来人がもたらした様々な病気が蔓延していて、ハンセン病患者はまずカカアコ（Kakaʻako）の病院支部へ集められて、重度患者はモロカイ島のカラワオ、後にカラウパパのハンセン病コロニーへ送られた。
次の年、シスター・マリアンは政府の要請で、マウイ島にマルラニ病院（Malulani Hospital）を設立した。しかし間もなくオアフ島へ呼び出されて、カカアコ病院支部でハンセン病患者が不当な扱いを病院の管理者から受けていたので、それを辞めねば他のシスターたちとシラキューズへ帰るといって、不当な扱いを辞めさせた。
2年後、カラカウア王はハワイ王国カピオラニ勲章コンパニオン（4等、Cross of a Companion）を与えている。
1887年、新しい政府の命令で、ハンセン病患者はすべてモロカイ島へ移動させられ、オアフ島の施設は閉鎖された。

## モロカイ島
マザー・マリアンは1888年11月、カラウパパへ移動して、すでに世界的に知られていて、当時死に向かっていたダミアン神父の世話をした。神父は1889年4月15日に亡くなり、ハワイ政府は女性患者に加えて、男性患者の面倒もみるように彼女へ頼んだ。
アレクサンダー&ボールドウィンのヘンリー・パーライン・ボールドウィンが出してくれた資金のおかげで、彼女はハンセン病患者の子供たちの女子学校を設立した。1895年には、フランシスコ会から5人のブラザーが到着して、男性患者の面倒は彼らがみることになった。
マザー・マリアンは1918年8月9日に亡くなって、遺体はカラウパパに置かれた。しばらく経って2005年に、遺体はシラキューズへ里帰りした後、2014年にオアフ島にあるハワイ教区司教座聖堂である平和の聖母大聖堂に葬られた。

## 死後
2005年5月14日、マザー・マリアンは教皇ベネディクト16世により列福された。列福の決め手となった奇跡は、1992年に重度の卵巣がんになったニューヨークの14歳の少女に対し、修道女がマリアンの遺品で彼女に触れたことで治癒したことによる。
2012年10月21日、ベネディクト16世により列聖され、聖マリアン・コープと呼ばれるようになった。列聖の決め手となった奇跡は、2005年にすい臓の炎症から来る多臓器不全を起こし回復の見込みがないと宣告された58歳の女性に対しマリアンの墓の土を入れた小袋を服に付けた結果回復したことによる。
2011年、ホノルルのケワロ・ベイスン公園 (Kewalo Basin Park) にマザー・マリアンの像が建てられた。

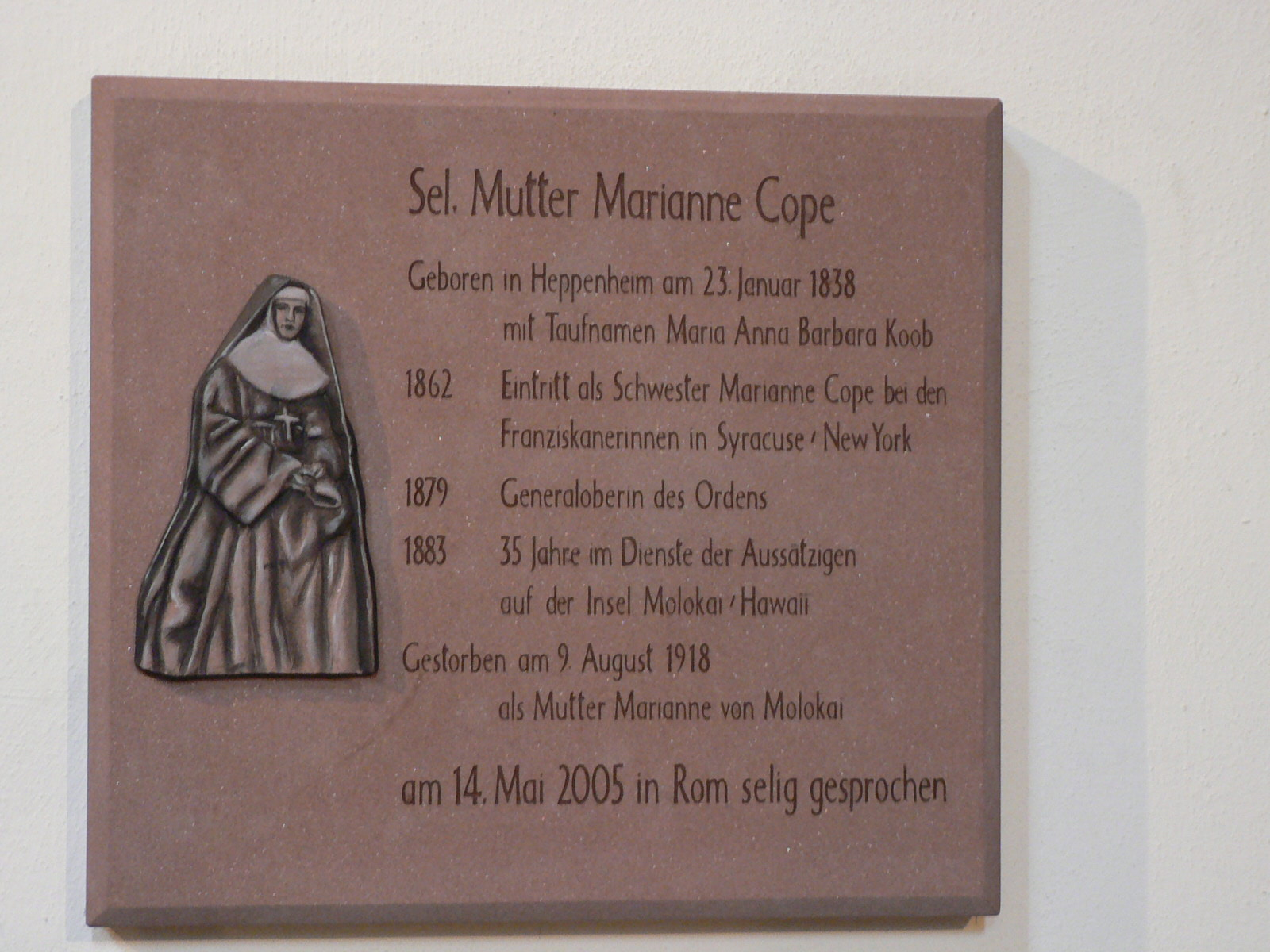
幼児洗礼を受けた聖ペテロ教会での掲示（ドイツ・ヘッセン州ヘッペンハイム）
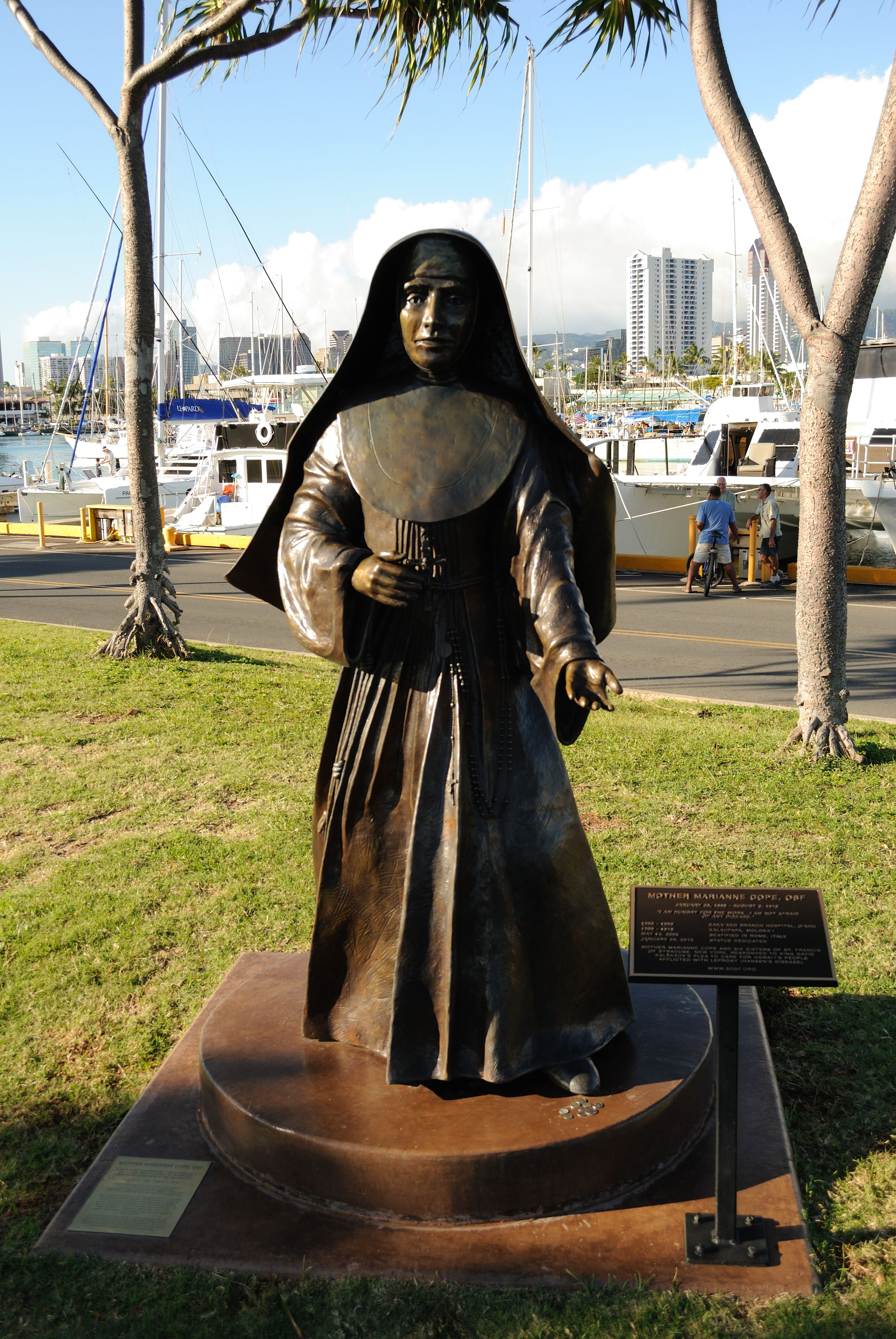
ホノルルにあるマザー・マリアン・コープの像（2011年設立）
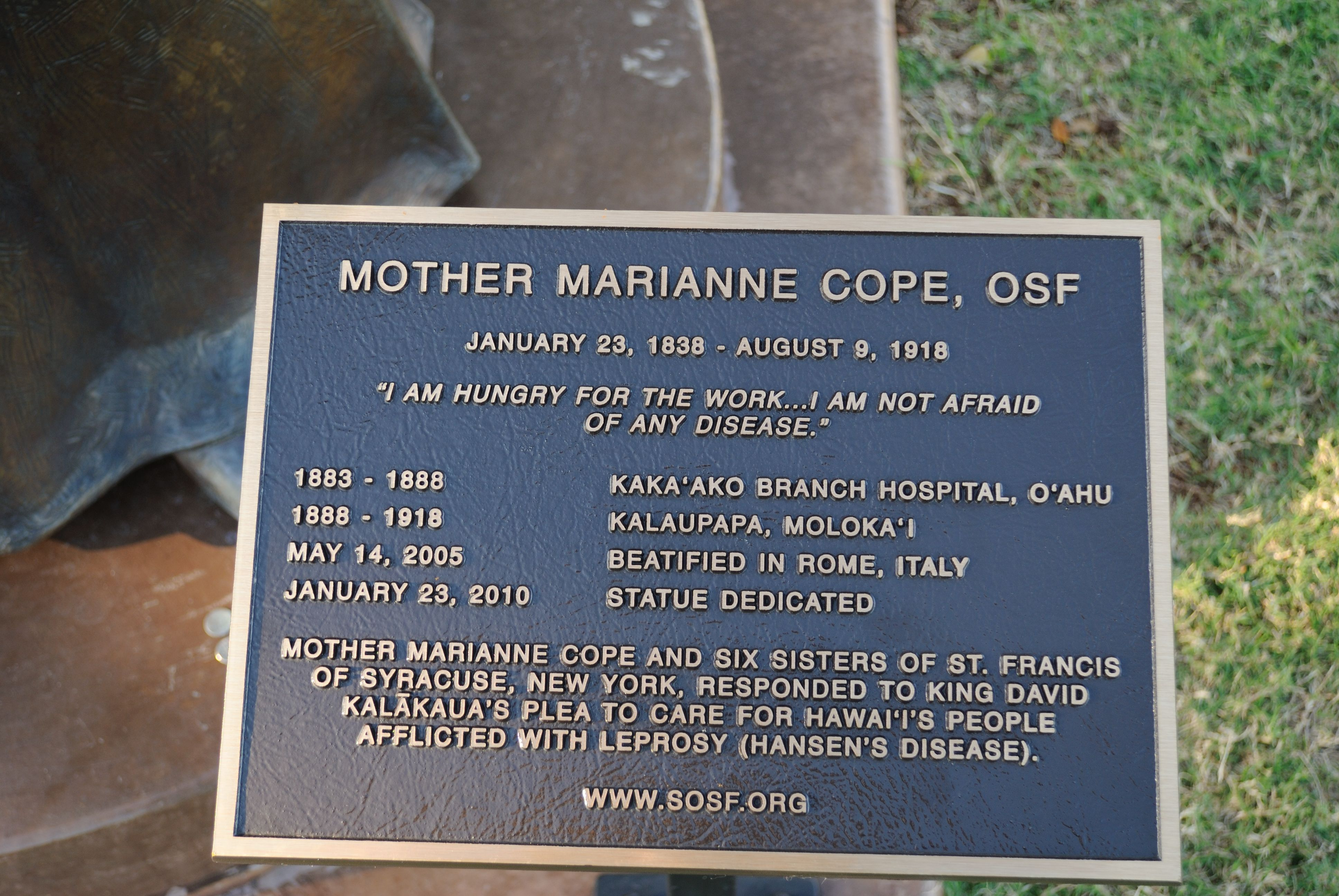
同左の説明書き

## キリスト教他教派での崇敬
ダミアン神父とマザ－・マリアンを、米国聖公会がそれぞれ2003年、2009年総会で聖人暦に入れることを決定している。日付は同じく4月15日である。

## 芸術・メディア関係
1999年、映画『モロカイ島：ダミエン神父物語』Molokai: The Story of Father Damienが作られている。